# Sergej Starostin
Sergej Anatoljevič Starostin rusky Серге́й Анато́льевич Ста́ростин, (24. března 1953 – 30. září 2005) byl ruský jazykovědec, který se zabýval historickou lingvistikou, a zejména prajazyky.
Před svou smrtí byl profesorem v Rusku a hostujícím profesorem na Santa Fe Institute a často také přednášel na univerzitě v nizozemském Leidenu, kde v červnu 2005 získal čestný doktorát.
Starostinův syn Georgij Starostin je rovněž uznávaným jazykovědcem. Specializuje se na sinologii.